# Schön Klinik Hamburg Eilbek
Die Schön Klinik Hamburg Eilbek (bis 2004 Allgemeines Krankenhaus Eilbek) ist ein Akutkrankenhaus in privater Trägerschaft im Hamburger Stadtteil Barmbek-Süd. Mit 805 Betten und fast 2150 Beschäftigten ist es das drittgrößte Krankenhaus in Hamburg und zugleich akademisches Lehrkrankenhaus der Universität Hamburg.

## Geschichte

Plan des Geländes von 1901

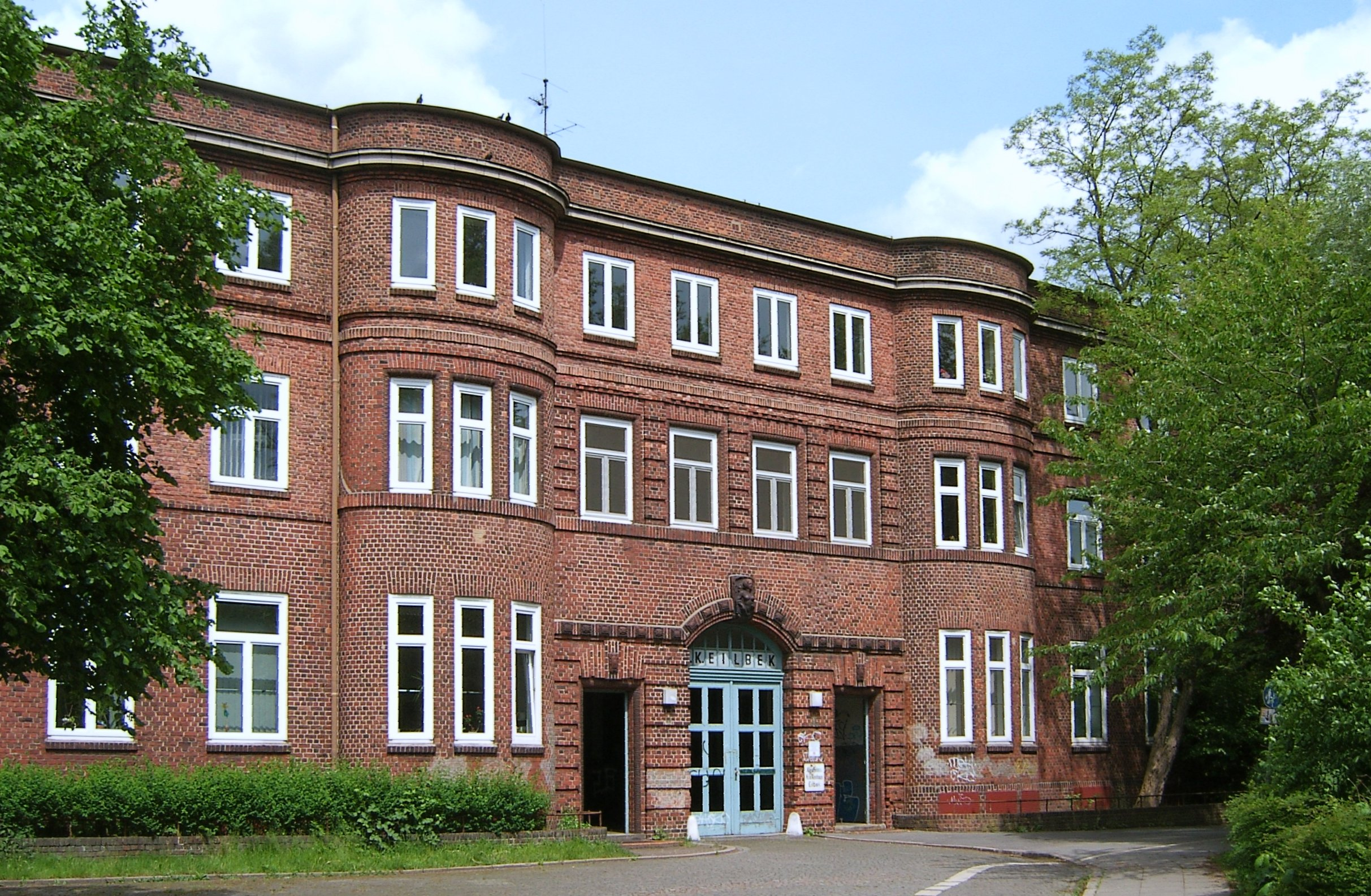
Ehemaliger Haupteingang, erbaut von Fritz Schumacher, 2014 abgerissen, um Platz für Eigentumswohnungen zu schaffen

Das Krankenhaus liegt auf dem Gelände der 1865 gegründeten Irrenanstalt Friedrichsberg, die 1934/35 unter nationalsozialistischer Herrschaft geschlossen und anschließend als Waisenhaus, Altenheim und Reservelazarett genutzt wurde. Ein kleiner Teil diente noch bis 1942 als Psychiatrische Abteilung des Universitätsklinikums Eppendorf.
Ab Mai 1945 wurde das im Zweiten Weltkrieg stark zerstörte Areal als Ersatz für das von der britischen Besatzungsmacht beschlagnahmte AK Barmbek als Allgemeines Krankenhaus notdürftig hergerichtet und in Allgemeines Krankenhaus Eilbek umbenannt. Dabei wurde auch das benachbarte ehemalige Ebenezer-Krankenhaus, bestehend aus dem Klinikgebäude mit Kapellenanbau und dem an die Friedrichsberger Straße vorgezogenen Ärzte-Wohnbau dem neuen AK Eilbek angegliedert.
Bis Mitte der 1950er Jahre wurden die Gebäude auf den alten Grundmauern, aber in vereinfachten Formen wiederaufgebaut, später ergänzt durch das Zentralinstitut für Blutspendewesen (1955) und den Neubau dreier Schwesternwohnheime (1961). Pläne für ein neues Großkrankenhaus mit zwei 12-stöckigen Bettenhäusern anstelle der alten Villen und Pavillons wurden in den 1960er Jahren zugunsten des neuen AK Altona zunächst zurückgestellt und später aufgegeben.

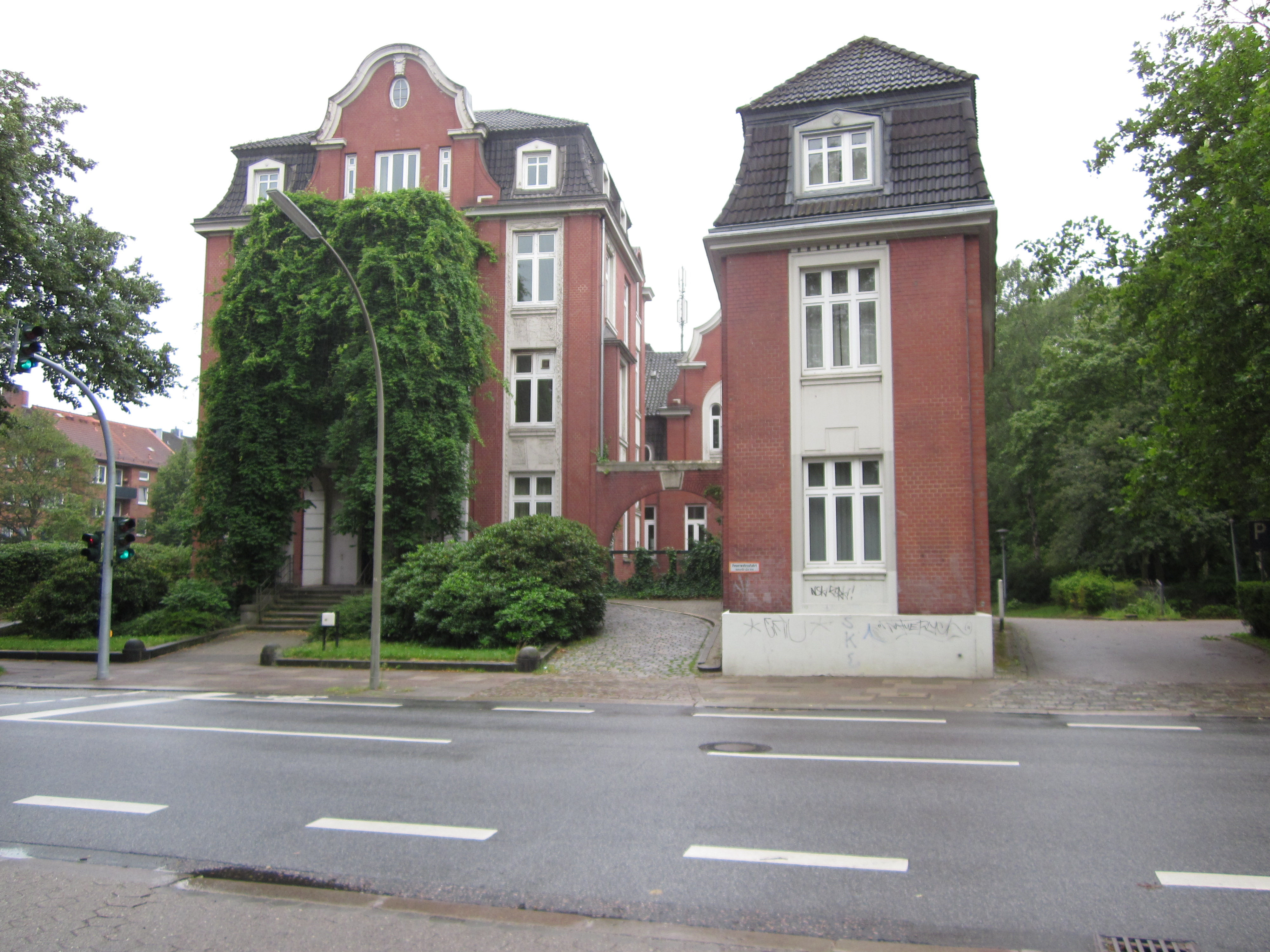
Ehemaliges Ebenezer-Krankenhaus in Hamburg-Barmbek-Süd

Trotz gegenteiligem Volksentscheid, der verfassungsrechtlich jedoch nicht bindend war, wurde das Krankenhaus 2004 privatisiert und an die Asklepios Kliniken verkauft. Diese errichtete für das nun Klinikum Eilbek genannte Krankenhaus einen Neubau. Ein Teil des bisherigen Krankenhausgeländes wurde danach mit Wohnungen bebaut, der Rest in eine öffentliche Parkanlage (Friedrichsberger Park) umgewandelt.
2006 verkaufte Asklepios aufgrund kartellrechtlicher Auflagen das Krankenhaus an die Klinikgruppe Schön Klinik, das seitdem als Schön Klinik Hamburg Eilbek firmiert.

## Struktur

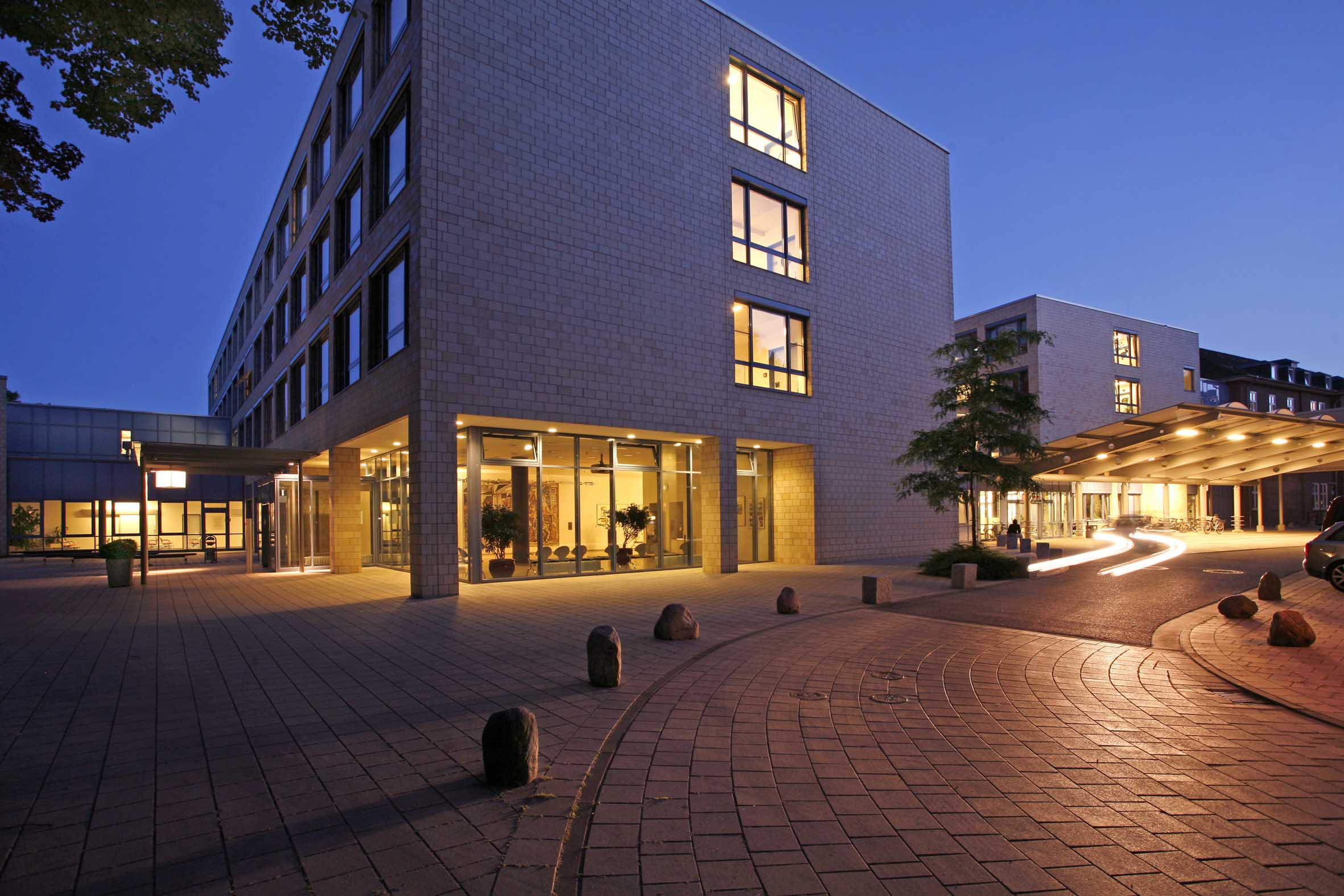
Neuer Haupteingang mit Notaufnahme, rechts

Die Schön-Klinik Hamburg-Eilbek umfasst 20 Fachbereiche und Kliniken. Im April 2011 wurde ein Neubau für die Psychiatrie und neurologische Frührehabilitation auf dem Krankenhausgelände eröffnet. 2013 wurde ein neues vier Stockwerke umfassendes Parkhaus in Betrieb genommen.
Im Jahr 2010 wurden 17.620 Patienten stationär und 24.625 ambulant behandelt.
Fachgebiete
- Adipositaschirurgie
- Allgemein- und Viszeralchirgurgie
- Allgemeine Orthopädie
- Anästhesiologie, Intensiv- und Überwachungsstation (IMC, ITS)
- Klinik für Endokrine Chirurgie
- Innere Medizin, Kardiologie und Angiologie
- Innere Medizin & Gastroenterologie
- Geriatrie mit geriatrischer Tagesklinik
- Kinderorthopädie
- Klinik für Unfall- und Handchirurgie, Zentrum für Alterstraumatologie
- Neurozentrum und Neurologische Frührehabilitation
- Plastische, Rekonstruktive und Ästhetische Chirurgie
- Psychiatrie und Psychotherapie
- Psychosomatische Medizin und Psychotherapie
- Radiologie
- Septische Knochen- und Weichteilchirurgie
- Zentrum für Spinale Chirurgie
- Zentrum für Alterstraumatologie
- Zentrum für Endoprothetik
- Zentrale Notaufnahme (ZNA), Intensiv- und Überwachungsstation (IMC, ITS), Zentrum für Notfall- und Akutmedizin

## Rosengarten

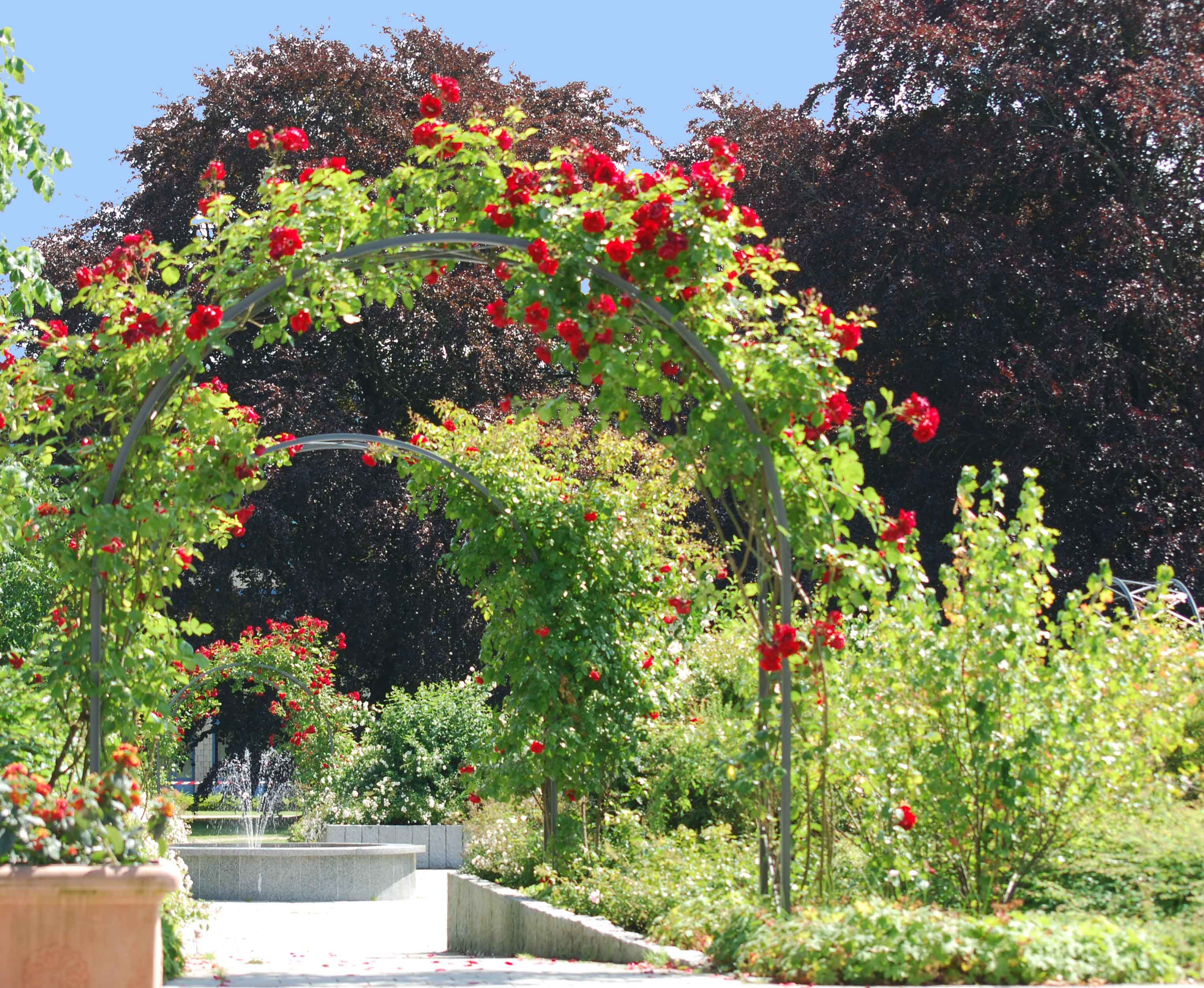
Der Rosengarten zum Gedenken an Elfriede Lohse-Wächtler

Der Rosengarten im Zentrum der Klinik ist dem Gedächtnis der Malerin und ehemaligen Patientin Elfriede Lohse-Wächtler gewidmet. Die Künstlerin wurde hier im Jahr 1929 einige Wochen wegen Schizophrenie behandelt. Im Dezember 1935 unterzog man sie im Rahmen der nationalsozialistischen Eugenik der Zwangssterilisation. 1940 wurde sie in der Tötungsanstalt Schloss Sonnenstein bei Pirna ermordet.